# طواف ألميريا 2023
طواف ألميريا 2023 (بالإسبانية: Clásica de Almería 2023) هو سباق دراجات هوائية، وهو الموسم الثامن والثلاثين من طواف ألميريا، وأقيم في 12 فبراير 2023 ضمن سباقات سلسلة سباقات الاتحاد الدولي للدراجات للمحترفين 2023، وشارك فيه  145 متسابقاً ووصل إلى نهايته  140 متسابقاً.
فاز بالمركز الأول ماتيو موشيتي، وفاز بالمركز الثاني ارنو دي لاي، وفاز بالمركز الثالث Jordi Meeus ‏.

## الفرق
| فرق عالمية (9)- Arkéa-Samsic - Astana Qazaqstan Team - Bora-Hansgrohe - Cofidis - Intermarché-Circus-Wanty - Movistar Team - UAE Team Emirates - Ineos Grenadiers - Groupama-FDJ فرق برو (12)- برجس بي إتش 2023 ‏ - كاجا رورال-سيغوروس 2023 ‏ - فريق إيولو كوميت لركوب الدراجات 2023 ‏ - Equipo Kern Pharma ‏ - أوسكالتيل أوسكادي 2023 ‏ - Israel-Premier Tech - سبورت فلاندرين بالويس ‏ - TotalEnergies - أونو اكس برو سايكلنج تيم 2023 ‏ - Lotto Dstny - فريق الدراجات Q36.5 ‏ - سويس ريسينغ أكادمي 2023 ‏ |  |
| |  |

## المشاركون
| أونو-إكس موبيليتي ‏ UXT         | أونو-إكس موبيليتي ‏ UXT | أونو-إكس موبيليتي ‏ UXT |
| ------------------------------ | ---------------------- | ---------------------- |
| م                              | عداء                   | مرتبة                  |
| 1                              | ألكسندر كريستوف        | 4                      |
| 2                              | توبياس هالاند يوهانسن  | 139                    |
| 3                              | William Blume Levy ‏    | 84                     |
| 4                              | أندرس سكارسيث          | 64                     |
| 5                              | راسموس تيلر            | 63                     |
| 6                              | Søren Wærenskjold ‏     | 15                     |
| 7                              | Erik Resell ‏           | 79                     |
| مدير الرياضة: كورت اسلي ارفسين |                        |                        |

| Intermarché-Circus-Wanty ICW   | Intermarché-Circus-Wanty ICW | Intermarché-Circus-Wanty ICW |
| ------------------------------ | ---------------------------- | ---------------------------- |
| م                              | عداء                         | مرتبة                        |
| 11                             | نيكولو بونيفازيو             | 13                           |
| 12                             | Dries De Pooter ‏             | 123                          |
| 13                             | Roel van Sintmaartensdijk ‏   | 38                           |
| 14                             | Julius Johansen ‏             | 36                           |
| 15                             | مايك تيونسين                 | 33                           |
| 16                             | Laurenz Rex ‏                 | 122                          |
| مدير الرياضة: Laurenzo Lapage ‏ |                              |                              |

| Arkéa-Samsic ARK         | Arkéa-Samsic ARK | Arkéa-Samsic ARK |
| ------------------------ | ---------------- | ---------------- |
| م                        | عداء             | مرتبة            |
| 21                       | Ewen Costiou ‏    | 134              |
| 22                       | Mathis Le Berre ‏ | 54               |
| 23                       | Kévin Ledanois ‏  | 98               |
| 24                       | دانيال مكلاي     | لم يكمل السباق   |
| 25                       | لوران بيشون      | 57               |
| 26                       | ألان ريو ‏        | 131              |
| 27                       | كليمنت روسو      | 20               |
| مدير الرياضة: ارنو جيرار |                  |                  |

| Israel-Premier Tech IPT       | Israel-Premier Tech IPT | Israel-Premier Tech IPT |
| ----------------------------- | ----------------------- | ----------------------- |
| م                             | عداء                    | مرتبة                   |
| 31                            | جياكومو نيزولو          | 5                       |
| 32                            | Reto Hollenstein ‏       | 86                      |
| 33                            | تاج جونز ‏               | 85                      |
| 34                            | Jens Reynders ‏          | 32                      |
| 35                            | قاي ساقيف               | 107                     |
| 36                            | توم فان أسبروك          | 14                      |
| 37                            | ريك تسابل               | 108                     |
| مدير الرياضة: Óscar Guerrero ‏ |                         |                         |

| UAE Team Emirates UAD           | UAE Team Emirates UAD | UAE Team Emirates UAD |
| ------------------------------- | --------------------- | --------------------- |
| م                               | عداء                  | مرتبة                 |
| 41                              | Sjoerd Bax ‏           | 59                    |
| 42                              | Alessandro Covi ‏      | 52                    |
| 43                              | Finn Fisher-Black ‏    | 138                   |
| 44                              | خوان سباستيان مولانو  | 10                    |
| 45                              | دومين نوفاك           | لم يكمل السباق        |
| 46                              | إيفو أوليفيرا         | 40                    |
| 47                              | ماتيو ترينتين         | 39                    |
| مدير الرياضة: Simone Pedrazzini‏ |                       |                       |

| Cofidis COF                 | Cofidis COF               | Cofidis COF |
| --------------------------- | ------------------------- | ----------- |
| م                           | عداء                      | مرتبة       |
| 51                          | ماكس والشيد               | 6           |
| 52                          | بريان كوكار               | 56          |
| 53                          | دافيد سيمولاي             | 62          |
| 54                          | Jonathan Lastra ‏          | 116         |
| 55                          | Christophe Noppe ‏         | 99          |
| 56                          | André Carvalho (cyclist) ‏ | 90          |
| 57                          | Jelle Wallays ‏            | 118         |
| مدير الرياضة: بنجن فرنانديز |                           |             |

| سبورت فلاندرين بالويس ‏ TFB  | سبورت فلاندرين بالويس ‏ TFB | سبورت فلاندرين بالويس ‏ TFB |
| --------------------------- | -------------------------- | -------------------------- |
| م                           | عداء                       | مرتبة                      |
| 61                          | BEL                        | لم يكمل السباق             |
| 62                          | Aaron Verwilst ‏            | 87                         |
| 63                          | أليكس كولمان ‏              | 67                         |
| 64                          | Sander De Pestel ‏          | 93                         |
| 65                          | Milan Fretin ‏              | 91                         |
| 66                          | Vince Gerits ‏              | 124                        |
| 67                          | Aaron Van Poucke ‏          | 51                         |
| مدير الرياضة: هانز دي كليرك |                            |                            |

| إيولو كوميت ‏ EOK             | إيولو كوميت ‏ EOK  | إيولو كوميت ‏ EOK |
| ---------------------------- | ----------------- | ---------------- |
| م                            | عداء              | مرتبة            |
| 71                           | Davide Bais ‏      | 105              |
| 72                           | بيترو بيفيلاكوا   | 117              |
| 73                           | Erik Fetter ‏      | 140              |
| 74                           | Álex Martín ‏      | 104              |
| 75                           | David Martin ‏     | 26               |
| 76                           | Davide Piganzoli ‏ | 97               |
| 77                           | Fernando Tercero ‏ | 111              |
| مدير الرياضة: خيسوس هرنانديز |                   |                  |

| Movistar Team MOV                 | Movistar Team MOV       | Movistar Team MOV |
| --------------------------------- | ----------------------- | ----------------- |
| م                                 | عداء                    | مرتبة             |
| 81                                | إيفان غارسيا            | 41                |
| 82                                | فرناندو جافيريا         | 7                 |
| 83                                | Juri Hollmann ‏          | 34                |
| 84                                | جون جاكوبس              | 74                |
| 85                                | Vinícius Rangel ‏ (طريق) | 119               |
| 86                                | Jorge Arcas ‏            | 73                |
| 87                                | Iván Romeo ‏             | 120               |
| مدير الرياضة: خوسيه فيسنتي غارسيا |                         |                   |

| TotalEnergies TEN              | TotalEnergies TEN   | TotalEnergies TEN |
| ------------------------------ | ------------------- | ----------------- |
| م                              | عداء                | مرتبة             |
| 91                             | إيدفالد بواسون هاغن | 19                |
| 92                             | جيريمي كابوت        | 128               |
| 93                             | لورينزو مانزين      | 37                |
| 94                             | Paul Ourselin ‏      | 47                |
| 95                             | Geoffrey Soupe ‏     | 46                |
| 96                             | Jason Tesson ‏       | 8                 |
| 97                             | دريس فان جيستل      | 17                |
| مدير الرياضة: Lylian Lebreton ‏ |                     |                   |

| Astana Qazaqstan Team AST      | Astana Qazaqstan Team AST | Astana Qazaqstan Team AST |
| ------------------------------ | ------------------------- | ------------------------- |
| م                              | عداء                      | مرتبة                     |
| 101                            | سيس بول                   | 22                        |
| 102                            | Gleb Brussenskiy ‏         | 45                        |
| 103                            | فابيو فلين                | 78                        |
| 104                            | يفغيني جيديتش             | 70                        |
| 105                            | ديمتري غروزديف            | 77                        |
| 106                            | Vadim Pronskiy ‏           | 92                        |
| 107                            | أرتيوم زاخاروف            | 55                        |
| مدير الرياضة: جوزيبي مارتينيلي |                           |                           |

| Bora-Hansgrohe BOH        | Bora-Hansgrohe BOH | Bora-Hansgrohe BOH |
| ------------------------- | ------------------ | ------------------ |
| م                         | عداء               | مرتبة              |
| 111                       | ماركو هالر         | لم يكمل السباق     |
| 112                       | يوناس كوخ          | 44                 |
| 113                       | Victor Koretzky ‏   | 68                 |
| 114                       | Luis-Joe Lührs ‏    | لم يكمل السباق     |
| 115                       | Jordi Meeus ‏       | 3                  |
| 116                       | Nils Politt ‏       | 29                 |
| 117                       | Frederik Wandahl ‏  | 69                 |
| مدير الرياضة: تورستن شميت |                    |                    |

| Ineos Grenadiers IGD      | Ineos Grenadiers IGD       | Ineos Grenadiers IGD |
| ------------------------- | -------------------------- | -------------------- |
| م                         | عداء                       | مرتبة                |
| 121                       | Leo Hayter ‏                | 127                  |
| 122                       | Kim Heiduk ‏                | 16                   |
| 123                       | Michael Leonard (cyclist) ‏ | 115                  |
| 124                       | براندون ريفيرا ‏            | 121                  |
| 125                       | لوقا رو                    | 101                  |
| 126                       | بافل سيفاكوف               | 114                  |
| 127                       | بن تورنر                   | 82                   |
| مدير الرياضة: زاك ديمبستر |                            |                      |

| برجس بي إتش ‏ BBH         | برجس بي إتش ‏ BBH | برجس بي إتش ‏ BBH |
| ------------------------ | ---------------- | ---------------- |
| م                        | عداء             | مرتبة            |
| 131                      | Manuel Peñalver ‏ | 25               |
| 132                      | Óscar Pelegrí ‏   | 65               |
| 133                      | Antonio Angulo ‏  | 132              |
| 134                      | جيتسي بول        | 109              |
| 135                      | Clément Alleno ‏  | 96               |
| 136                      | Ander Okamika ‏   | 113              |
| 137                      | خيسوس إيزكيرا    | 27               |
| مدير الرياضة: روبن بيريز |                  |                  |

| Groupama-FDJ GFC                | Groupama-FDJ GFC    | Groupama-FDJ GFC |
| ------------------------------- | ------------------- | ---------------- |
| م                               | عداء                | مرتبة            |
| 141                             | إجناتاس كونوفالوفاس | 71               |
| 142                             | Lewis Askey ‏        | 23               |
| 143                             | Lorenzo Germani ‏    | 102              |
| 144                             | ماثيو لاداجنوس      | 103              |
| 145                             | Fabian Lienhard ‏    | 60               |
| 146                             | فالنتين مادواس      | 81               |
| 147                             | Paul Penhoët ‏       | 9                |
| مدير الرياضة: Frédéric Guesdon ‏ |                     |                  |

| كاجا رورال-سيغوروس ‏ CJR       | كاجا رورال-سيغوروس ‏ CJR | كاجا رورال-سيغوروس ‏ CJR |
| ----------------------------- | ----------------------- | ----------------------- |
| م                             | عداء                    | مرتبة                   |
| 151                           | Julen Amezqueta ‏        | 49                      |
| 152                           | Orluis Aular ‏ (طريق)    | 43                      |
| 153                           | Joseba López ‏           | 95                      |
| 154                           | Daniel Babor ‏           | 35                      |
| 155                           | Tomáš Bárta ‏            | 42                      |
| 156                           | Josu Etxeberria ‏        | 129                     |
| 157                           | ديفيد غونزاليس          | 50                      |
| مدير الرياضة: روبين مارتينيز ‏ |                         |                         |

| أوسكالتيل أوسكادي ‏ EUS      | أوسكالتيل أوسكادي ‏ EUS | أوسكالتيل أوسكادي ‏ EUS |
| --------------------------- | ---------------------- | ---------------------- |
| م                           | عداء                   | مرتبة                  |
| 161                         | Enekoitz Azparren ‏     | 110                    |
| 162                         | Xabier Azparren ‏       | 133                    |
| 163                         | Carlos Canal ‏          | 24                     |
| 164                         | Peio Goikoetxea ‏       | 94                     |
| 165                         | خوان خوسيه لوباتو      | 130                    |
| 166                         | لويس أنخيل ماتي        | 106                    |
| 167                         | Antonio Jesús Soto ‏    | 12                     |
| مدير الرياضة: Jorge Azanza ‏ |                        |                        |

| Lotto Dstny LTD               | Lotto Dstny LTD     | Lotto Dstny LTD |
| ----------------------------- | ------------------- | --------------- |
| م                             | عداء                | مرتبة           |
| 171                           | Cédric Beullens ‏    | 31              |
| 172                           | ارنو دي لاي         | 2               |
| 173                           | فريدريك فريزون      | 76              |
| 174                           | Milan Menten ‏       | 18              |
| 175                           | Mathijs Paasschens ‏ | 136             |
| 176                           | Liam Slock ‏         | 83              |
| 177                           | Florian Vermeersch ‏ | 11              |
| مدير الرياضة: Cherie Pridham ‏ |                     |                 |

| Equipo Kern Pharma ‏ EKP | Equipo Kern Pharma ‏ EKP    | Equipo Kern Pharma ‏ EKP |
| ----------------------- | -------------------------- | ----------------------- |
| م                       | عداء                       | مرتبة                   |
| 181                     | Jon Agirre ‏                | 137                     |
| 182                     | هيكتور كاريتيرو            | 100                     |
| 183                     | كارلوس غارسيا ‏             | 53                      |
| 184                     | Álex Jaime ‏                | 21                      |
| 185                     | Mikel Retegi ‏              | 75                      |
| 186                     | Ibon Ruiz ‏                 | 112                     |
| 187                     | Eugenio Sánchez (cyclist) ‏ | 135                     |

| فريق الدراجات Q36.5 ‏ Q36   | فريق الدراجات Q36.5 ‏ Q36 | فريق الدراجات Q36.5 ‏ Q36 |
| -------------------------- | ------------------------ | ------------------------ |
| م                          | عداء                     | مرتبة                    |
| 191                        | جاك باور                 | 30                       |
| 192                        | Fabio Christen ‏          | 80                       |
| 193                        | كوري ديفيس ‏              | 88                       |
| 195                        | Kamil Małecki ‏           | 58                       |
| 196                        | ماتيو موشيتي             | 1                        |
| 197                        | Joey Rosskopf ‏           | 89                       |
| مدير الرياضة: آرت فيرهوتين |                          |                          |

| سويس ريسينغ أكادمي ‏ TUD     | سويس ريسينغ أكادمي ‏ TUD | سويس ريسينغ أكادمي ‏ TUD |
| --------------------------- | ----------------------- | ----------------------- |
| م                           | عداء                    | مرتبة                   |
| 201                         | Nils Brun ‏              | 48                      |
| 202                         | Aloïs Charrin ‏          | 125                     |
| 203                         | جاكوب أريكسون ‏          | 72                      |
| 204                         | Miká Heming ‏            | 28                      |
| 205                         | سيباستيان رايشنباخ      | 126                     |
| 206                         | Roland Thalmann ‏        | 66                      |
| 207                         | Yannis Voisard ‏         | 61                      |
| مدير الرياضة: Claudio Cozzi‏ |                         |                         |

| أونو-إكس موبيليتي ‏ UXT         | أونو-إكس موبيليتي ‏ UXT | أونو-إكس موبيليتي ‏ UXT |
| ------------------------------ | ---------------------- | ---------------------- |
| م                              | عداء                   | مرتبة                  |
| 1                              | ألكسندر كريستوف        | 4                      |
| 2                              | توبياس هالاند يوهانسن  | 139                    |
| 3                              | William Blume Levy ‏    | 84                     |
| 4                              | أندرس سكارسيث          | 64                     |
| 5                              | راسموس تيلر            | 63                     |
| 6                              | Søren Wærenskjold ‏     | 15                     |
| 7                              | Erik Resell ‏           | 79                     |
| مدير الرياضة: كورت اسلي ارفسين |                        |                        |

| Intermarché-Circus-Wanty ICW   | Intermarché-Circus-Wanty ICW | Intermarché-Circus-Wanty ICW |
| ------------------------------ | ---------------------------- | ---------------------------- |
| م                              | عداء                         | مرتبة                        |
| 11                             | نيكولو بونيفازيو             | 13                           |
| 12                             | Dries De Pooter ‏             | 123                          |
| 13                             | Roel van Sintmaartensdijk ‏   | 38                           |
| 14                             | Julius Johansen ‏             | 36                           |
| 15                             | مايك تيونسين                 | 33                           |
| 16                             | Laurenz Rex ‏                 | 122                          |
| مدير الرياضة: Laurenzo Lapage ‏ |                              |                              |

| Arkéa-Samsic ARK         | Arkéa-Samsic ARK | Arkéa-Samsic ARK |
| ------------------------ | ---------------- | ---------------- |
| م                        | عداء             | مرتبة            |
| 21                       | Ewen Costiou ‏    | 134              |
| 22                       | Mathis Le Berre ‏ | 54               |
| 23                       | Kévin Ledanois ‏  | 98               |
| 24                       | دانيال مكلاي     | لم يكمل السباق   |
| 25                       | لوران بيشون      | 57               |
| 26                       | ألان ريو ‏        | 131              |
| 27                       | كليمنت روسو      | 20               |
| مدير الرياضة: ارنو جيرار |                  |                  |

| Israel-Premier Tech IPT       | Israel-Premier Tech IPT | Israel-Premier Tech IPT |
| ----------------------------- | ----------------------- | ----------------------- |
| م                             | عداء                    | مرتبة                   |
| 31                            | جياكومو نيزولو          | 5                       |
| 32                            | Reto Hollenstein ‏       | 86                      |
| 33                            | تاج جونز ‏               | 85                      |
| 34                            | Jens Reynders ‏          | 32                      |
| 35                            | قاي ساقيف               | 107                     |
| 36                            | توم فان أسبروك          | 14                      |
| 37                            | ريك تسابل               | 108                     |
| مدير الرياضة: Óscar Guerrero ‏ |                         |                         |

| UAE Team Emirates UAD           | UAE Team Emirates UAD | UAE Team Emirates UAD |
| ------------------------------- | --------------------- | --------------------- |
| م                               | عداء                  | مرتبة                 |
| 41                              | Sjoerd Bax ‏           | 59                    |
| 42                              | Alessandro Covi ‏      | 52                    |
| 43                              | Finn Fisher-Black ‏    | 138                   |
| 44                              | خوان سباستيان مولانو  | 10                    |
| 45                              | دومين نوفاك           | لم يكمل السباق        |
| 46                              | إيفو أوليفيرا         | 40                    |
| 47                              | ماتيو ترينتين         | 39                    |
| مدير الرياضة: Simone Pedrazzini‏ |                       |                       |

| Cofidis COF                 | Cofidis COF               | Cofidis COF |
| --------------------------- | ------------------------- | ----------- |
| م                           | عداء                      | مرتبة       |
| 51                          | ماكس والشيد               | 6           |
| 52                          | بريان كوكار               | 56          |
| 53                          | دافيد سيمولاي             | 62          |
| 54                          | Jonathan Lastra ‏          | 116         |
| 55                          | Christophe Noppe ‏         | 99          |
| 56                          | André Carvalho (cyclist) ‏ | 90          |
| 57                          | Jelle Wallays ‏            | 118         |
| مدير الرياضة: بنجن فرنانديز |                           |             |

| سبورت فلاندرين بالويس ‏ TFB  | سبورت فلاندرين بالويس ‏ TFB | سبورت فلاندرين بالويس ‏ TFB |
| --------------------------- | -------------------------- | -------------------------- |
| م                           | عداء                       | مرتبة                      |
| 61                          | BEL                        | لم يكمل السباق             |
| 62                          | Aaron Verwilst ‏            | 87                         |
| 63                          | أليكس كولمان ‏              | 67                         |
| 64                          | Sander De Pestel ‏          | 93                         |
| 65                          | Milan Fretin ‏              | 91                         |
| 66                          | Vince Gerits ‏              | 124                        |
| 67                          | Aaron Van Poucke ‏          | 51                         |
| مدير الرياضة: هانز دي كليرك |                            |                            |

| إيولو كوميت ‏ EOK             | إيولو كوميت ‏ EOK  | إيولو كوميت ‏ EOK |
| ---------------------------- | ----------------- | ---------------- |
| م                            | عداء              | مرتبة            |
| 71                           | Davide Bais ‏      | 105              |
| 72                           | بيترو بيفيلاكوا   | 117              |
| 73                           | Erik Fetter ‏      | 140              |
| 74                           | Álex Martín ‏      | 104              |
| 75                           | David Martin ‏     | 26               |
| 76                           | Davide Piganzoli ‏ | 97               |
| 77                           | Fernando Tercero ‏ | 111              |
| مدير الرياضة: خيسوس هرنانديز |                   |                  |

| Movistar Team MOV                 | Movistar Team MOV       | Movistar Team MOV |
| --------------------------------- | ----------------------- | ----------------- |
| م                                 | عداء                    | مرتبة             |
| 81                                | إيفان غارسيا            | 41                |
| 82                                | فرناندو جافيريا         | 7                 |
| 83                                | Juri Hollmann ‏          | 34                |
| 84                                | جون جاكوبس              | 74                |
| 85                                | Vinícius Rangel ‏ (طريق) | 119               |
| 86                                | Jorge Arcas ‏            | 73                |
| 87                                | Iván Romeo ‏             | 120               |
| مدير الرياضة: خوسيه فيسنتي غارسيا |                         |                   |

| TotalEnergies TEN              | TotalEnergies TEN   | TotalEnergies TEN |
| ------------------------------ | ------------------- | ----------------- |
| م                              | عداء                | مرتبة             |
| 91                             | إيدفالد بواسون هاغن | 19                |
| 92                             | جيريمي كابوت        | 128               |
| 93                             | لورينزو مانزين      | 37                |
| 94                             | Paul Ourselin ‏      | 47                |
| 95                             | Geoffrey Soupe ‏     | 46                |
| 96                             | Jason Tesson ‏       | 8                 |
| 97                             | دريس فان جيستل      | 17                |
| مدير الرياضة: Lylian Lebreton ‏ |                     |                   |

| Astana Qazaqstan Team AST      | Astana Qazaqstan Team AST | Astana Qazaqstan Team AST |
| ------------------------------ | ------------------------- | ------------------------- |
| م                              | عداء                      | مرتبة                     |
| 101                            | سيس بول                   | 22                        |
| 102                            | Gleb Brussenskiy ‏         | 45                        |
| 103                            | فابيو فلين                | 78                        |
| 104                            | يفغيني جيديتش             | 70                        |
| 105                            | ديمتري غروزديف            | 77                        |
| 106                            | Vadim Pronskiy ‏           | 92                        |
| 107                            | أرتيوم زاخاروف            | 55                        |
| مدير الرياضة: جوزيبي مارتينيلي |                           |                           |

| Bora-Hansgrohe BOH        | Bora-Hansgrohe BOH | Bora-Hansgrohe BOH |
| ------------------------- | ------------------ | ------------------ |
| م                         | عداء               | مرتبة              |
| 111                       | ماركو هالر         | لم يكمل السباق     |
| 112                       | يوناس كوخ          | 44                 |
| 113                       | Victor Koretzky ‏   | 68                 |
| 114                       | Luis-Joe Lührs ‏    | لم يكمل السباق     |
| 115                       | Jordi Meeus ‏       | 3                  |
| 116                       | Nils Politt ‏       | 29                 |
| 117                       | Frederik Wandahl ‏  | 69                 |
| مدير الرياضة: تورستن شميت |                    |                    |

| Ineos Grenadiers IGD      | Ineos Grenadiers IGD       | Ineos Grenadiers IGD |
| ------------------------- | -------------------------- | -------------------- |
| م                         | عداء                       | مرتبة                |
| 121                       | Leo Hayter ‏                | 127                  |
| 122                       | Kim Heiduk ‏                | 16                   |
| 123                       | Michael Leonard (cyclist) ‏ | 115                  |
| 124                       | براندون ريفيرا ‏            | 121                  |
| 125                       | لوقا رو                    | 101                  |
| 126                       | بافل سيفاكوف               | 114                  |
| 127                       | بن تورنر                   | 82                   |
| مدير الرياضة: زاك ديمبستر |                            |                      |

| برجس بي إتش ‏ BBH         | برجس بي إتش ‏ BBH | برجس بي إتش ‏ BBH |
| ------------------------ | ---------------- | ---------------- |
| م                        | عداء             | مرتبة            |
| 131                      | Manuel Peñalver ‏ | 25               |
| 132                      | Óscar Pelegrí ‏   | 65               |
| 133                      | Antonio Angulo ‏  | 132              |
| 134                      | جيتسي بول        | 109              |
| 135                      | Clément Alleno ‏  | 96               |
| 136                      | Ander Okamika ‏   | 113              |
| 137                      | خيسوس إيزكيرا    | 27               |
| مدير الرياضة: روبن بيريز |                  |                  |

| Groupama-FDJ GFC                | Groupama-FDJ GFC    | Groupama-FDJ GFC |
| ------------------------------- | ------------------- | ---------------- |
| م                               | عداء                | مرتبة            |
| 141                             | إجناتاس كونوفالوفاس | 71               |
| 142                             | Lewis Askey ‏        | 23               |
| 143                             | Lorenzo Germani ‏    | 102              |
| 144                             | ماثيو لاداجنوس      | 103              |
| 145                             | Fabian Lienhard ‏    | 60               |
| 146                             | فالنتين مادواس      | 81               |
| 147                             | Paul Penhoët ‏       | 9                |
| مدير الرياضة: Frédéric Guesdon ‏ |                     |                  |

| كاجا رورال-سيغوروس ‏ CJR       | كاجا رورال-سيغوروس ‏ CJR | كاجا رورال-سيغوروس ‏ CJR |
| ----------------------------- | ----------------------- | ----------------------- |
| م                             | عداء                    | مرتبة                   |
| 151                           | Julen Amezqueta ‏        | 49                      |
| 152                           | Orluis Aular ‏ (طريق)    | 43                      |
| 153                           | Joseba López ‏           | 95                      |
| 154                           | Daniel Babor ‏           | 35                      |
| 155                           | Tomáš Bárta ‏            | 42                      |
| 156                           | Josu Etxeberria ‏        | 129                     |
| 157                           | ديفيد غونزاليس          | 50                      |
| مدير الرياضة: روبين مارتينيز ‏ |                         |                         |

| أوسكالتيل أوسكادي ‏ EUS      | أوسكالتيل أوسكادي ‏ EUS | أوسكالتيل أوسكادي ‏ EUS |
| --------------------------- | ---------------------- | ---------------------- |
| م                           | عداء                   | مرتبة                  |
| 161                         | Enekoitz Azparren ‏     | 110                    |
| 162                         | Xabier Azparren ‏       | 133                    |
| 163                         | Carlos Canal ‏          | 24                     |
| 164                         | Peio Goikoetxea ‏       | 94                     |
| 165                         | خوان خوسيه لوباتو      | 130                    |
| 166                         | لويس أنخيل ماتي        | 106                    |
| 167                         | Antonio Jesús Soto ‏    | 12                     |
| مدير الرياضة: Jorge Azanza ‏ |                        |                        |

| Lotto Dstny LTD               | Lotto Dstny LTD     | Lotto Dstny LTD |
| ----------------------------- | ------------------- | --------------- |
| م                             | عداء                | مرتبة           |
| 171                           | Cédric Beullens ‏    | 31              |
| 172                           | ارنو دي لاي         | 2               |
| 173                           | فريدريك فريزون      | 76              |
| 174                           | Milan Menten ‏       | 18              |
| 175                           | Mathijs Paasschens ‏ | 136             |
| 176                           | Liam Slock ‏         | 83              |
| 177                           | Florian Vermeersch ‏ | 11              |
| مدير الرياضة: Cherie Pridham ‏ |                     |                 |

| Equipo Kern Pharma ‏ EKP | Equipo Kern Pharma ‏ EKP    | Equipo Kern Pharma ‏ EKP |
| ----------------------- | -------------------------- | ----------------------- |
| م                       | عداء                       | مرتبة                   |
| 181                     | Jon Agirre ‏                | 137                     |
| 182                     | هيكتور كاريتيرو            | 100                     |
| 183                     | كارلوس غارسيا ‏             | 53                      |
| 184                     | Álex Jaime ‏                | 21                      |
| 185                     | Mikel Retegi ‏              | 75                      |
| 186                     | Ibon Ruiz ‏                 | 112                     |
| 187                     | Eugenio Sánchez (cyclist) ‏ | 135                     |

| فريق الدراجات Q36.5 ‏ Q36   | فريق الدراجات Q36.5 ‏ Q36 | فريق الدراجات Q36.5 ‏ Q36 |
| -------------------------- | ------------------------ | ------------------------ |
| م                          | عداء                     | مرتبة                    |
| 191                        | جاك باور                 | 30                       |
| 192                        | Fabio Christen ‏          | 80                       |
| 193                        | كوري ديفيس ‏              | 88                       |
| 195                        | Kamil Małecki ‏           | 58                       |
| 196                        | ماتيو موشيتي             | 1                        |
| 197                        | Joey Rosskopf ‏           | 89                       |
| مدير الرياضة: آرت فيرهوتين |                          |                          |

| سويس ريسينغ أكادمي ‏ TUD     | سويس ريسينغ أكادمي ‏ TUD | سويس ريسينغ أكادمي ‏ TUD |
| --------------------------- | ----------------------- | ----------------------- |
| م                           | عداء                    | مرتبة                   |
| 201                         | Nils Brun ‏              | 48                      |
| 202                         | Aloïs Charrin ‏          | 125                     |
| 203                         | جاكوب أريكسون ‏          | 72                      |
| 204                         | Miká Heming ‏            | 28                      |
| 205                         | سيباستيان رايشنباخ      | 126                     |
| 206                         | Roland Thalmann ‏        | 66                      |
| 207                         | Yannis Voisard ‏         | 61                      |
| مدير الرياضة: Claudio Cozzi‏ |                         |                         |

## التصنيف العام النهائي
| التصنيف العام         | التصنيف العام        | التصنيف العام             | التصنيف العام | التصنيف العام |
| العداء                | العداء               | الفريق                    | الوقت         |               |
| --------------------- | -------------------- | ------------------------- | ------------- | ------------- |
| 1                     | ماتيو موشيتي         | فريق الدراجات Q36.5 ‏      | 4 س 43 د 16 ث |               |
| 2                     | ارنو دي لاي          | Lotto Dstny               | + 0 ث         |               |
| 3                     | Jordi Meeus ‏         | بورا هانسغروه             | + 0 ث         |               |
| 4                     | ألكسندر كريستوف      | أونو اكس برو سايكلنج تيم ‏ | + 0 ث         |               |
| 5                     | جياكومو نيزولو       | Israel-Premier Tech       | + 0 ث         |               |
| 6                     | ماكس والشيد          | Cofidis                   | + 0 ث         |               |
| 7                     | فرناندو جافيريا      | موفيستار                  | + 0 ث         |               |
| 8                     | Jason Tesson ‏        | TotalEnergies             | + 0 ث         |               |
| 9                     | Paul Penhoët ‏        | Groupama-FDJ              | + 0 ث         |               |
| 10                    | خوان سباستيان مولانو | فريق الإمارات             | + 0 ث         |               |
|                       |                      |                           |               |               |
| مصدر: ProCyclingStats |                      |                           |               |               |

## وصلات خارجية
- الموقع الرسمي
- لمحة عن سباق طواف ألميريا 2023 على موقع  ProCyclingStats   (برو  سايكلنج  ستاتس) - إحصاءات  محترفي  الدراجات.
- طواف ألميريا 2023 على موقع إحصائيات الدراجات الإحترافية (الإنجليزية)